# Carlos Santana
Carlos Santana, celým jménem Carlos Humberto Santana Barragán, známý však jednoduše i jako Santana (* 20. července 1947, Autlan, Mexiko) je mexicko-americkým hudebníkem, kytaristou a zpěvákem, který rozhodujícím způsobem ovlivnil rockovou hudbu svým svérázným stylem. Je pokládán za jednoho z nejlepších kytaristů. Jeho mladší bratr Jorge Santana je také kytarista.

## Kariéra

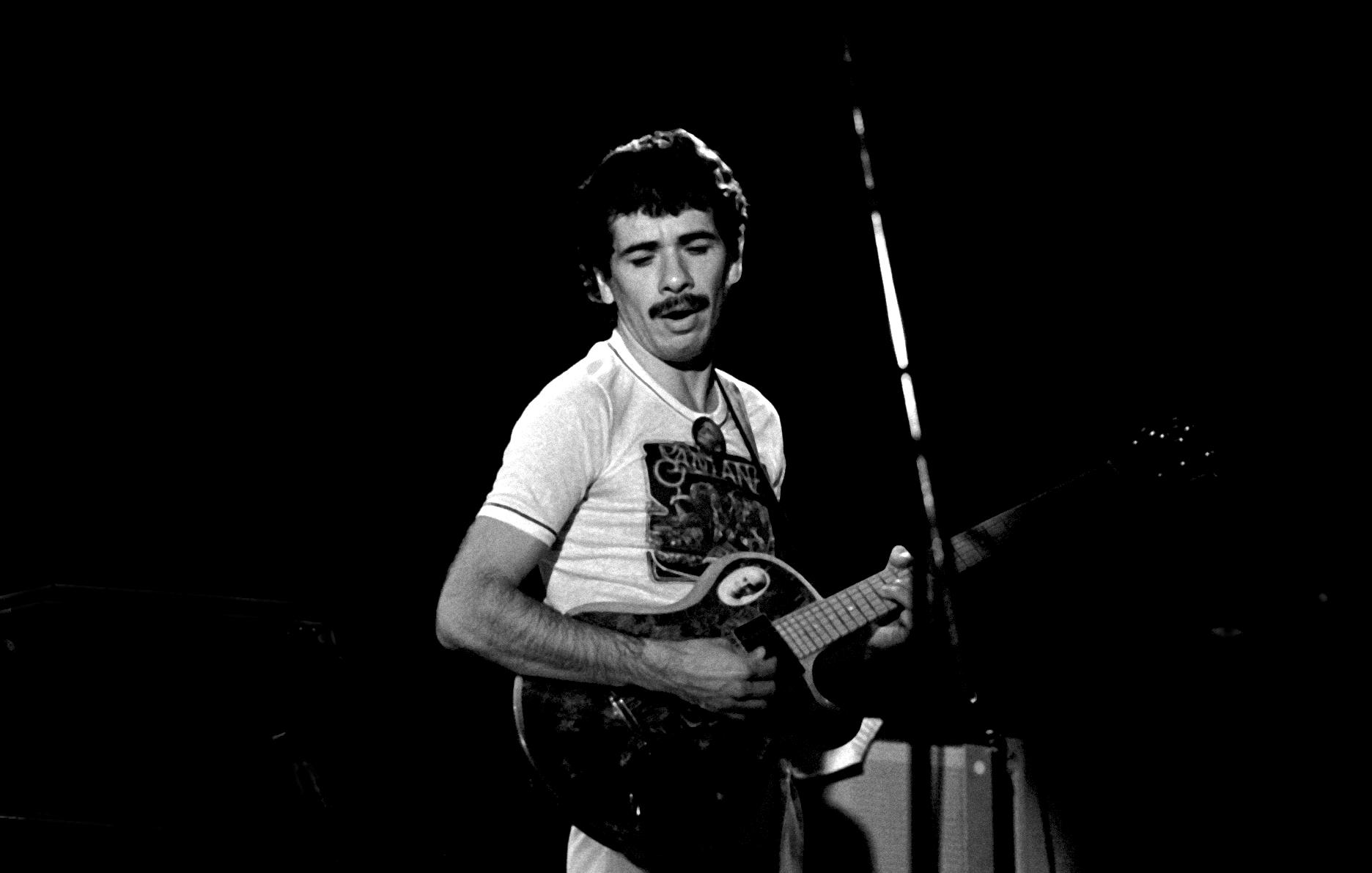
Carlos Santana v Hamburku v roce 1973

Již jako pětiletý přišel do styku s hudbou – jeho otec, sám hudebník, ho učil hrát na housle. Santana se však brzo začal zajímat o hru na kytaru a orientoval se zprvu na hudebníky jako B. B. King, John Lee Hooker a T-Bone Walker. V roce 1952 se rodina přestěhovala do Tijuany. Po přistěhování do San Franciska v roce 1961 založil roku 1966 skupinu, ke které patřil Tom Frazier (kytara), Mike Carabello (perkuse), Rod Harper (bicí), Gus Rodriguez (basová kytara) a Gregg Rolie (varhany a zpěv), která vstoupila ve známost jako The Santana Blues Band.
Skupiny si brzy všiml promotér Bill Graham, který jim roku 1968 umožnil debut ve velice známé a legendární síni Fillmore West v San Francisku. Významný pro jeho kariéru byl rok 1969: v srpnu vystoupil na festivalu ve Woodstocku a slavil tam úspěchy (legendární byla jeho jedenáctiminutová instrumentální skladba Soul Sacrifice), v téže době pak vydal své první album Santana, která dva celé roky patřilo mezi pět nejprodávanějších desek (prodej: přes 2 miliony alb).
Jeho další album Abraxas  z počátku 70. let obsahuje mimo jiné i několik klasiků jako je Samba Pa Ti, Oye Como Va a Black Magic Woman, jeho prodej dosáhl čtyř milionů kusů. Následovaly koncerty a alba, krátkodobě se Santana se svou skupinou rozešel (a 1972 opět spojil), vystoupil společně s Buddy Milesem; téhož roku vychází čtvrté album, Caravanserai, kde je, podobně jako na další desce Welcome, znatelná tendence k jazzu, a získalo cenu platinového alba. V roce 1973 pod vlivem kytaristy Johna McLaughlina přijal indické jméno Devadip (Světlo boží lampy), praktikoval jógu a hudebním vzorem mu byl John Coltrane. Během 70. a 80. let následovaly další úspěchy, za sólovou desku Blues for Salvador z roku 1987 získal cenu Grammy za rockový instrumentální výkon. V 90. letech se Santanova kariéra zdála být u konce.
Roku 1999 se však Santanovi podařil jeden z nejvýznamnějších comebacků hudebních dějin: jeho album Supernatural slavilo úspěch na celém světě, při udělování ceny Grammy roku 2000 zaznamenalo s celkem devíti vyznamenáními nový rekord (mimo jiné Album roku, Píseň roku). Později získal další ceny. Song Smooth, který nazpíval společně s Robem Thomasem se stal jedním z nejúspěšnějších v historii pop music.
Nejnovější turné, které Santana podnikl, se jmenovalo (podle jeho posledního alba) All That I Am Tour 2006; převážná většina koncertů se konala v Evropě a zejména v Německu. Na všech celkem 24 vystoupeních hrál jako tzv. opening band (tedy skupina, která vystupuje před hlavním koncertem) Salvador Santana Band, kterou vede syn Carlose Santany Salvador Santana.

## Odkaz
Santana se proslavil koncem 60. let 20. století spolu se svou skupinou Santana Blues Band (též často zkráceně jen Santana), kdy prorazili novým stylem, skládajícím se z prvků salsy, rocku, blues a jazzu. Nápadné byly jeho čisté kytarové kompozice, kontrastující s doprovodem latinskoamerických instrumentů jako timbales a conga. Santana u své fúze rocku s latinskoamerickou (a částečně africkou) hudbou zůstal, stal se jeho prvním představitelem a založil dodnes známý latin rock nebo latinský rock.
Santana si udělal jméno v hudebním světě nejen jako virtuózní kytarista, spolu se svou skupinou ovlivnil i mnoho dalších hudebníků v pozdějších letech. Koncem 90. let se mu podařil comeback, koncertní turné pořádá dodnes. Odhaduje se, že celosvětově prodal kolem 80 milionů alb.
Santana je jako hudebník velkým individualistou a v mnoha obdobích vystupoval také sám. Pokud vystupoval se svou skupinou Santana Blues Band, hrál jednoznačně vedoucí roli, což se odráží i ve skutečnosti, že složení skupiny se často a radikálně měnilo.
Mnoho koncertů (a také studiových nahrávek) uskutečnil Santana ve spolupráci s jinými hudebníky, mezi které patřil mimo jiné Herbie Hancock, Buddy Miles, Eric Clapton, The Fabulous Thunderbirds a mnoho dalších.

## Soukromý život
Carlos Santana a jeho bývalá žena Deborah (má s ní dvě dcery a syna, rozvedli se v roce 2007) se již dlouhou dobu angažují v různých dobročinných projektech v sociální oblasti. K takovým akcím patří např. koncerty ve prospěch různých událostí jako Blues for Salvador, San Francisco Earthquake Relief, Tijuana Orphans, Rights of Indigenous Peoples, podpora výuky ve spolupráci s Hispanic Media & Education Group; roku 1998 zakládá se svou ženou nadaci Milagro Foundation se stejným účelem. Roku 2003 věnoval Santana výtěžek svého turné Shaman tour (přibližně 2,5 až 3 miliony dolarů) boji proti AIDS. Provozuje síť mexických restaurací Maria Maria, pojmenovanou podle hitu z alba Supernatural.

## Diskografie

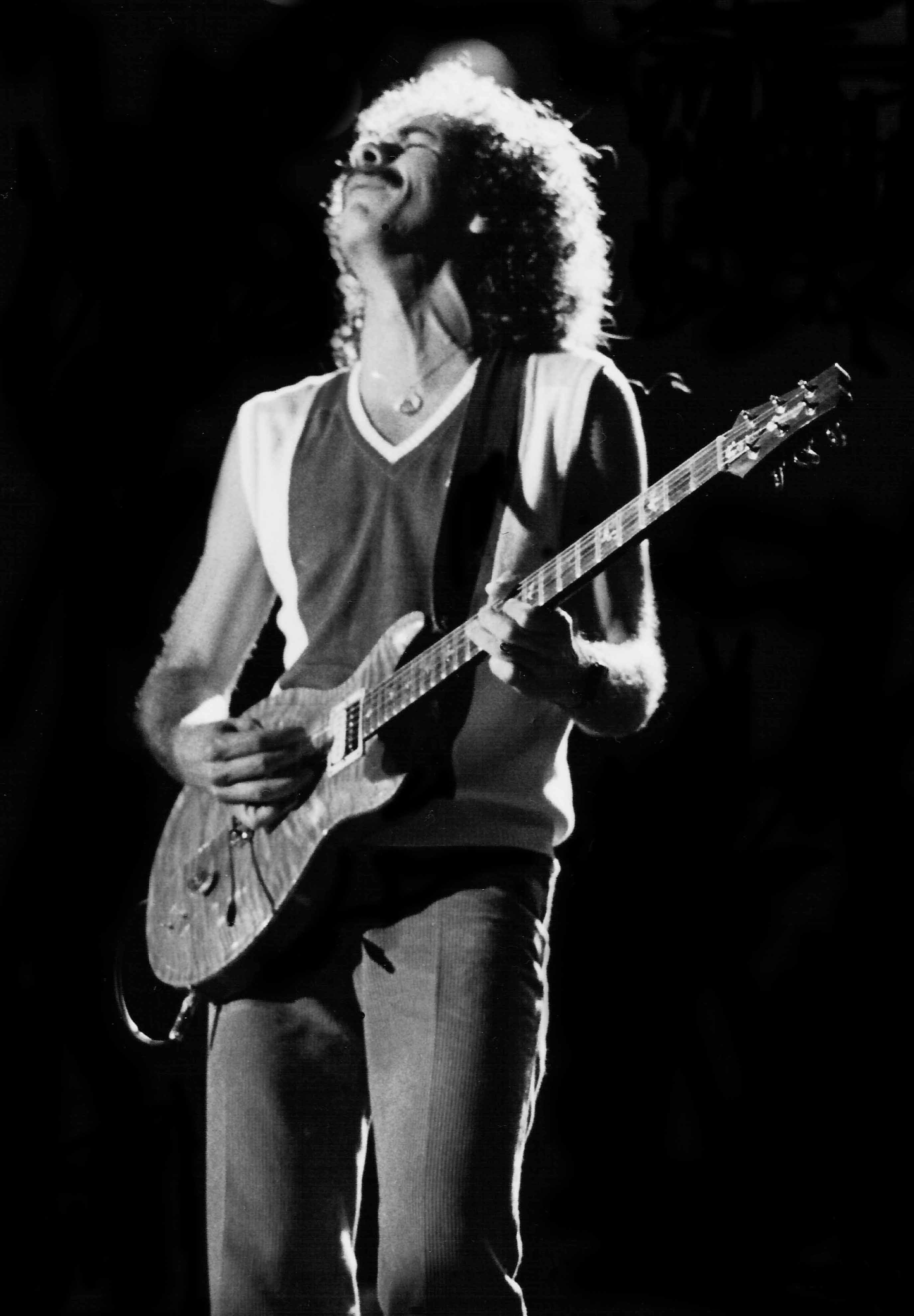
Carlos Santana v Barceloně, 1984

### Santana se skupinou
- Santana (1969) US: 2x Multi-Platinum[4]
- Abraxas (1970) US: 5x Multi-Platinum[4]
- Santana III, (1971) US: 2x Multi-Platinum[4]
- Caravanserai (1972) US: Platinum[4]
- Welcome (1973) US: Gold[4]
- Lotus (Live) (1974)
- Borboletta (1974) US: Gold[4]
- Amigos (1976) US: Gold[4]
- Festival (1977) US: Gold[4]
- Moonflower (1977) US: 2x Multi-Platinum[4]
- Inner Secrets (1978) US: Gold[4]
- Marathon (album)Marathon (1979) US: Gold[4]
- Zebop! (1981) US: Platinum[4]
- Shango (1982)
- Beyond Appearances (1985)
- Freedom (1987)
- Spirits Dancing in the Flesh (1990)
- Milagro (1992)
- Sacred Fire: Live in South America (1993)
- Supernatural (1999)

### Santana sólo
- 1968 The Live Adventures of Mike Bloomfield and Al Kooper
- 1972 Live - Carlos Santana and Buddy Miles
- 1973 Love, Devotion, Surrender - Carlos Santana a John McLaughlin
- 1974 Illuminations - Carlos Santana a Alice Coltrane
- 1979 Oneness, Silver Dreams - Golden Reality
- 1980 Swing Of Delight
- 1983 Havana Moon
- 1987 Blues For Salvador